# Satz von Erdős-Selfridge
Der Satz von Erdős-Selfridge (nicht zu verwechseln mit einem gleichnamigen Satz aus der Spieltheorie) ist ein Lehrsatz der Zahlentheorie, eines Teilgebietes der Mathematik. Er geht auf die beiden Mathematiker Paul Erdős und John L. Selfridge zurück und behandelt ein klassisches Problem über diophantische Gleichungen.
Dieses Problem bezieht sich auf die Frage, ob ein Produkt mehrerer aufeinanderfolgender natürlicher Zahlen eine echte Potenz natürlicher Zahlen sein kann. Mit ihrem Satz liefern Erdős und Selfridge eine vollständige Lösung dieses Problems und geben auf die Frage eine verneinende Antwort.

## Formulierung
Der Satz lautet:
Werden zwei oder mehrere aufeinanderfolgende natürliche Zahlen miteinander multipliziert, so ist das Produkt keine echte Potenz mit natürlicher Grund- und Hochzahl.
Oder gleichwertig und etwas formaler:
Die diophantische Gleichung
{\displaystyle (n+1)(n+2)\cdots (n+k)=m^{r}}
ist für {\displaystyle k\geq 2,r\geq 2,m\geq 2} (ganzzahlig) unlösbar.

## Verwandte Probleme
Zwei verwandte Probleme, denen die gleiche Fragestellung wie beim obigen Satz zugrunde liegt, hat Paul Erdős ebenfalls gelöst, und zwar auch im verneinenden Sinne. Die beiden Resultate lauten wie folgt:
1. Das Produkt zweier oder mehrerer aufeinanderfolgender ungerader natürlicher Zahlen ist keine echte Potenz mit natürlicher Grund- und Hochzahl. (Erdős 1939).
2. Der Binomialkoeffizient {\displaystyle {\binom {n}{k}}} ist für natürliche Zahlen {\displaystyle n,k} mit {\displaystyle k\geq 4,n\geq 2k} keine echte Potenz mit natürlicher Grund- und Hochzahl. (Erdős 1951).